# Hrabneak, Volodarsk-Volînskîi
Hrabneak (în ucraineană Грабняк) este un sat în comuna Hrușkî din raionul Volodarsk-Volînskîi, regiunea Jîtomîr, Ucraina.

## Demografie
Componența lingvistică a localității Hrabneak
     Ucraineană (97,88%)
     Rusă (2,12%)
Conform recensământului din 2001, majoritatea populației localității Hrabneak era vorbitoare de ucraineană (97,88%), existând în minoritate și vorbitori de rusă (2,12%).